# 島根県立江津工業高等学校
島根県立江津工業高等学校（しまねけんりつ ごうつこうぎょうこうとうがっこう）は、島根県江津市江津町に所在する公立の工業高等学校。

## 設置課程
全日制課程（2学科）
- 建築・電気科
  - 建築コース
    - 建築科目
    - インテリアデザイン科目

  - 電気コース
- 機械・ロボット科
  - 機械コース
  - ロボット制御コース

## 沿革
- 1902年（明治35年） - 島根県那賀郡内各所に養蚕の講習所開設。
- 1910年（明治43年）7月6日 - 那賀郡渡津村の校舎へ移転統合。那賀郡立蚕業講習所と改称。
- 1912年（大正元年）- 島根県那賀郡立農事講習所と改称。
- 1921年（大正10年） - 島根県那賀郡立女子農学校へ組織改編。
- 1923年（大正12年）3月20日 - 現在地に校舎が完成し移転完了。
- 1929年（昭和4年）3月29日 - 島根県立江津高等実業女学校と改称。
- 1934年（昭和9年） - 島根県立江津工芸学校に改称（設置学科は木工建築科）。
- 1940年（昭和15年）3月18日 - 島根県立江津工業学校に改称（設置学科は木材工業科・建築科・第二本科建築科）
- 1943年（昭和18年） - 木材工業科廃止。金属工業科（本科）新設。
- 1945年（昭和20年） - 第二本科の建築科廃止。金属工業科（第二本科）新設。専修科の機械科新設。
- 1946年（昭和21年） - 金属工業科・専修科の機械科・第二本科の金属工業科廃止。木材工業科再置。機械科新設。
- 1947年（昭和22年） - 学制改革。島根県立江津工業学校併設中学校を併設。
- 1948年（昭和23年） - 島根県立江津工業高等学校発足。全日制課程4学科設置（設置学科は建築科・機械科・木材工芸科・窯業科）
- 1953年（昭和28年） - 窯業科を工業化学科に改称。木材工芸科を木材工業科・工芸科に改組。別科窯業科新設。
- 1958年（昭和33年） - 電気科新設。
- 1992年（平成4年） - 電気科1学級減。電子情報科1学級新設。工業化学科募集停止。
- 1994年（平成6年） - 工業化学科廃止。コース制（技術・進学・公務員）導入。
- 1996年（平成8年）- 推薦入試導入。
- 2000年（平成12年） - 電気科と電子情報科募集停止。総合電気科を新設しコース制導入。
- 2005年（平成17年） - みんなの専門高校プロジェクト推進事業（2年間）指定。
- 2008年（平成20年）8月5日 - 目指せスペシャリスト（スーパー専門高校）研究指定校（3年間）。
- 2016年（平成28年） - 1学級減。建築・電気科と機械・ロボット科を新設。建築科、機械科、総合電気科募集停止。

## 部活動

### 体育系
- バスケットボール部
- バレーボール部
- ソフトテニス部
- ボート部 
  - 1986年（昭和61年）8月 - インターハイ2位、国民体育大会1位。
- 弓道部 
  - 1978年（昭和53年）8月 - インターハイ団体優勝
  - 2002年（平成14年）8月 - インターハイ技能優秀校
- 野球部 
  - 1970年（昭和45年）3月 - 第42回選抜高等学校野球大会初出場
  - 1970年（昭和45年）8月 - 第52回全国高等学校野球選手権大会初出場

### 文化系
- 生活科学部
- 音楽部
- 写真部
- ものづくり部

## 学校行事
- 校内レガッタ（江の川）

## 交通アクセス
JR西日本江津駅（山陰本線）より徒歩5分。

## 周辺施設
- 石見智翠館高等学校
- 江津郵便局
- 江津市役所
- 江津市水道庁舎
- 江津市総合市民センター(ミルキーウェイホール)
- 江津市立江津中学校
- 済生会江津総合病院
  - 済生会高砂ケアセンター
  - 老人ホーム白寿園
- シビックセンター公園
- 江津中央公園
  - 江津市民球場
  - 江津市民体育館
  - 江津市民体育館第二体育館
- グリーンモール (現 ゆめタウン江津)
- 江津西浄化センター